# Этимология ойконима «Москва»

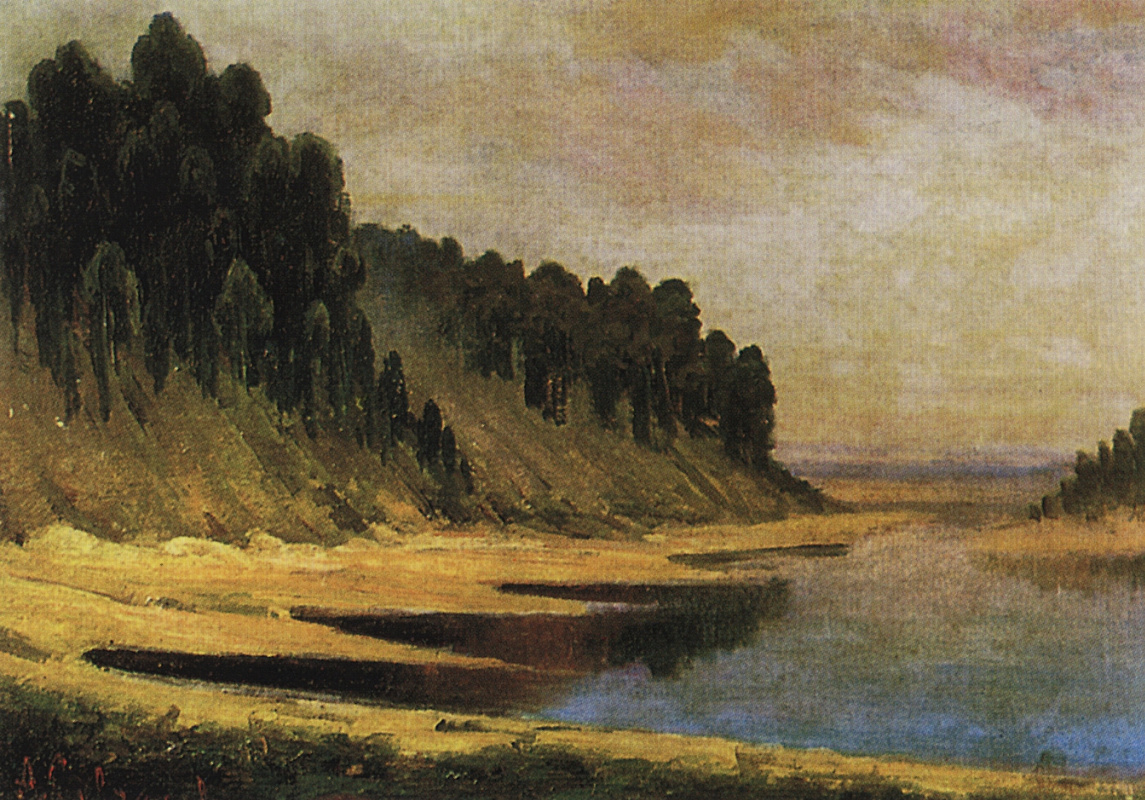
Лесистый берег реки Москвы, Этюд для картины «Пейзаж с рекой и рыбаком», Алексей Саврасов, 1859

Ойконим (название населённого пункта) «Москва» происходит от названия реки Москвы. Этимология гидронима точно не установлена. В последнее время широкое распространение среди специалистов получили гипотезы о славянском и балтском происхождении названия реки. В обеих версиях исконным значением слова было «жидкий, топкий, сырой, слякотный».
Название известно начиная с летописных известий о событиях XII века. В форме Москва название реки и города засвидетельствовано с ХIV века. Судя по выражениям на Москве и подобным, гидроним Москва старше, чем название города.
Устаревшим произношением является Мо́сква.
Как и в случае других старинных русских городов, название Москва даёт разносуффиксальные варианты названий жителей. Единственное привычное и общеупотребительное в современном русском языке название — москвичи. Это слово является представителем мёртвой для наименований жителей словообразовательной модели. Название москвичи во множественном числе сопутствует почти всей истории Москвы, впервые появляясь в письменном источнике с описанием событий XIII века; москвич становится нормативным в XVIII веке, москвичка — в XIX веке. 

## Основные гипотезы

### Славянская гипотеза
Славянская этимология поддержана или разработана С. П. Обнорским, Г. А. Ильинским, П. Я. Черных, Т. Лер-Сплавинским, Максом Фасмером.
Как полагают исследователи, слово «Москва» принадлежало ранее к древнерусскому типу склонения на *-ū-, именительный падеж которого заканчивался на -ы. Например, бры (совр. бровь), боукы (совр. буква), *кры (совр. кровь), любы (совр. любовь), свекры (совр. свекровь), цьркы (совр. церковь) и др. Таким образом, древнейшей формой топонима была не засвидетельствованная в письменных памятниках форма *Москы.
Уже в очень раннюю эпоху форма именительного падежа данного типа склонения заместилась формой винительного. Для этой стадии есть засвидетельствованные формы «Москъвь» и «Московь», откуда в иностранных языках возникли названия типа англ. Moscow, нем. Moskau, фр. Moscou.
В дальнейшем тип склонения на *-ū- вообще прекратил своё существование: лексемы, которые к нему относились, влились в более продуктивные типы на *-ĭ- (кровь, бровь, любовь, свекровь, церковь) и *-ā- (буква, брюква, смоква, ботва, плотва, диалектные формы церква, морква, а также Москва).
Корень *mosk- в праславянском языке означал «вязкий, топкий» или «болото, сырость, влага, жидкость», причём существовали параллельные дублетные образования *mozg- и *mosk-. То, что корень моск- по своему значению связан с понятием «влага», подтверждается употреблением его в других славянских и европейских языках: в украинском языке существует название украинской реки с именем Москва, которая находилась в Раховском районе Закарпатской области в Украине, в словацком языке встречается нарицательное слово moskva, значащее «влажный хлеб в зерне» или «хлеб, собранный с полей в дождливую погоду»; в литовском языке существует глагол mazgóti «мыть, полоскать», а в латышском языке — глагол mazgāt, что значит «мыть». В современном русском языке этот корень представлен словом «промозглый» — сырой (о погоде).
В славянском ареале известно множество гидротопонимов с этим корнем:
- название рек Мозгава (или Москава) в Польше и Германии;
- Московица (или Московка) — озеро и река, приток Березины;
- река Москва — приток Тисы в Раховском районе Закарпатья, Украина (в 2016 году переименована в укр. Сільський потік на основании закона Украины «Об осуждении коммунистического и национал-социалистического тоталитарных режимов и запрете пропаганды их символики»[укр.][12]);
- ручей Московец;
- село Московец в Болгарии;
- многочисленные балки Московки на Украине;
- река Маска в Минской области, Белоруссия;
- Moskiew в Мазовше, Польша[13].

Возражения
- Названия многих соседних рек[14] — балтоязычные (Руза, Истра, Нара, Лама, Яуза) или финноязычные (Воймега, Икша, Вондюга, Куйма, Курга)[15].

### Балтийская гипотеза (гипотеза В. Н. Топорова)
В. Н. Топоров отмечал, что территория Москвы находится внутри ареала балтской гидронимии (Гжелка, Дрезна, Истра, Лама, Лобь, Нара, Ока, Отра, Протва, Руза, Уча, Химка, Якоть, Яуза и др.). В прежних исследованиях игнорировался тот факт, что гидронимы на -ва располагаются к западу от реки Москвы и практически отсутствуют на востоке от неё, причём бо́льшая часть их имеет убедительные балтские этимологии (Водва, Надва, Дедва, Болва, Титва, Дрезва и др.). По мнению Топорова, гидронимы Москва и Протва являются продолжением пояса балтских названий на -ва в Верхнем Поднепровье, который органично переходит в пояс гидронимов на -uva, -ava и -va в Прибалтике (Латвия, Литва, Пруссия).
Источником названия Москва могли быть балтийские формы *Mask-(u)va, *Mask-ava или *Mazg-(u)va, *Mazg-ava (ср. латыш. Maskava «Москва»). Корень *mask-/*mazg- мог быть связан, во-первых, с топью, грязью (нечто жидкое, мокрое, топкое, слякотное, вязкое). В пределах древней Москвы такой повод могли дать два места — пространство по низменным берегам Неглинки и особенно пространство напротив Кремля, за Москвой-рекой, заливавшееся по весне водой, которая не просыхала до середины лета. Во-вторых, тот же корень мог пониматься и как обозначение извилистой реки (ср. лит. mazgas «узел», лит. mazgóti «мыть, обмывать», латыш. mazgāt «мыть» и т. д.). Только в пределах города река Москва делает 11 больших петель (не менее извилиста река Москва в своих верховьях, около Можайска, и в среднем течении, около Звенигорода).

## Другие гипотезы
Существует множество других гипотез происхождения названия города Москвы.

### Финно-угорские гипотезы
Ряд гипотез выводит слово «Москва» из различных финно-угорских языков. Формант -ва означает в коми языке «вода», «река» или «мокрый», хотя зачастую авторы финно-угорских гипотез атрибутируют это слово просто как «финно-угорское». Моск- можно объяснить из языка коми, где мöс означает «корова», либо из фин. musta «чёрный, тёмный». К финно-угорской также относится гипотеза С. К. Кузнецова, рассмотренная ниже, увязывающая «Москву» со словами горномар. мӧскӓ; луговомар. маска, которые означают «медведь», и ава, которое означает «мать».
Возражения
- Этому, однако, противоречит древнейшая форма ойконима, зафиксированная в источниках: «Москъвь».
- Элемент моск- точно не может быть выведен ни из одного из финно-угорских языков (приблизительно — из многих и многими способами).
- Поводом для данной этимологии послужили многочисленные гидронимы на -ва в северном Приуралье (Лысьва, Сылва, Косьва и пр.). Эту гипотезу подрывает отсутствие -ва в гидронимии на пространстве нескольких тысяч километров между уральским ареалом таких названий и московским; объединять их нельзя[19]. Формант -ва означает «вода» в коми языке и встречается в окончаниях названий ряда рек бассейна Камы. Считается, что ареал таких гидронимов маркирует прародину пермских народов[20]. В других местах -ва имеет самое различное происхождение, русское в том числе: Пониква и ряд других[21]. 120 километрами восточнее Москвы существует посёлок Керва, название которого предположительно имеет балтийское происхождение[22].
- Если выводить моск- из финского, тогда -ва придётся выводить из какого-то другого языка со значительно удалённым ареалом (в финском «вода» vesi).

Фасмер указывал на безосновательность и противоречие фактам гипотез о происхождении из финно-угорских языков. Он отмечал, что сближение с Мокша также ни на чём не основано.

### Гипотеза С. К. Кузнецова
Согласно гипотезе С. К. Кузнецова, топоним Москва происходит от марийских слов маска — «медведь» и ава — «мать, самка», то есть «медведица». Так якобы называли это место древние марийцы, жившие в этих местах до великого переселения народов, в результате которого марийцы вытеснили удмуртов к северо-востоку, возможно, вынудили венгров к переселению к Карпатским горам, частично поселились в Башкирии. Макс Фасмер называет эту гипотезу неудачной, а В. П. Нерознак малообоснованной.
Возражения
- Кузнецов использует данные современных марийского и эрзянского языков. В марийском маска само из русского мечка «самка медведя», попавшее к марийцам только в XIV—XV веках[11].
- Работа Кузнецова представляет типичный пример предвзятого толкования материала. Всё, что попадает в поле зрения автора, он старается объяснить из марийского языка, произвольно отождествляя его с исчезнувшим языком летописной мери. В результате Кузнецов даже такие чисто русские и притом очень поздние по возникновению названия деревень, как Уварово, Демешково и т. п., старался «объяснить» из будто бы «мерянского» языка (а на деле — из марийского). Если задаться предвзятой целью объяснять все названия из какого-то определённого языка, то в конце концов какая-то часть местных имён данного края формально получит желательное объяснение, хотя бы оно и не соответствовало никакой исторической истине[26].
- Данная гипотеза не объясняет других гидронимов на -ва[19].

### Гипотеза А. И. Соболевского
По мнению А. И. Соболевского, первоначальной формой именительного падежа названия Москва была *Москы, которая восстанавливается на основании употреблявшихся в древнерусских источниках форм косвенных падежей (род. п. Москве, вин. п. Московь, твор. п. Московью). Аналогично склонялись древнерусские слова на -ы (свекры, тыкы, цьрькы и т. п.). Впоследствии окончание -ы в именительном падеже у таких слов перешло в окончания -ва, -овь, -ова или -ов. Считая, что данную территорию в прошлом населяли скифы, Соболевский объяснял топоним из иранских языков: от ama «сила, сильный» и sak «гонщик, охотник». Таким образом, название Москва могло означать «сильная гонщица, охотница», что соответствовало бы относительно быстрому течению реки.
Возражения
- Ираноязычные племена не жили на территории современного Подмосковья.
- В этом районе больше нет аналогичных (выводимых из иранских языков) топонимов.
- Значение «сильный» не подходит для Москвы — реки со спокойным течением.

### Гипотеза Л. С. Берга
Географ Л. С. Берг, а затем и историк Н. И. Шишкин связывали гидроним Москва с кавказским этнонимом мосхи. При этом «москва» расшифровывалась как «река мосхов», и название её сравнивалось с кавказскими реками Арагва, Моква.
Возражения
- Фасмер указывал на отсутствие промежуточных звеньев[1].

## «Повесть о Мосохе»
В XVII веке в Московском государстве была написана «Повесть о Мосохе», легендарно-историческое сочинение, согласно которому, Мосох (библейский Мешех) — «шестой сын Афетов, внук Ноев», «шедше от Вавилона с племенем своим» (после Вавилонского столпотворения), сделал остановку на реке, названной по его имени Москвой, и «народил московитов от своего имени». Потомками этих «московитов» была разрушена Троя. Они стали первыми насельниками «Римской области», этрусками, русский язык которых впоследствии «извратился»; пленили Филиппа, отца Александра Македонского; завоевали Рим и стали его владыками ещё до того, как на Рим пришли готы и др. Хотя «един московский народ» населил почти всю Европу, это, «аще и разны имяны, но вси един московский народ»; «истинный же столп языка славянского в Московстей земли». Произведение имеет фантастичный характер и сходно по замыслу со «Сказанием о Словене и Русе», созданным в то же время. Источниками повести были польские сочинения.

## Иноязычные транскрипции
Один из древних вариантов названия города — Московь — сохранился в иноязычных транскрипциях, таких как англ. Moscow, нем. Moskau, фр. Moscou, латыш. Maskava, тат. Мәскәү, чув. Мускав, тур. Moskova и пр.

## Названия жителей
Название жителей впервые встречается в письменном источнике в описании событий, относящихся ко времени через 29 лет после первого упоминания города: «Москвъляни же слышавшие иже идеть на нѣ Ярополкъ и взъвратившися въснять блюдуче домовъ своихъ». Название московляне в летописях известно только в одном этом месте. Однако позднее его употребляли некоторые писатели: «— Полно браниться, не пора ли подраться? — добродушно окают владимирцы в ответ на задирчивый оклик московлянина» (Георгий Блок, «Московляне»).
Наименование москвичи в первый раз встречается применительно к событиям, произошедшим почти через столетие после первого летописного упоминания Москвы, в Новгородской первой летописи под 1238 годом, когда Москва впервые столкнулась с монгольским нашествием: «Москвичи же ничего же не видѣвше».
В дальнейшем названия жителей Москвы встречаются в летописных текстах всё чаще, поскольку город становится значительной силой во Владимиро-Суздальской Руси. Первое упоминание о москвичах в Лаврентьевской летописи читается под 1285 годом: «И совокупившеся тферичи, москвичи, волочане, новоторьжци, зубчане, рожевичи и шедшие биша Литву».
Формой единственного числа в значении «житель, уроженец Москвы» первоначально была москвитин (при форме множественного числа москвичи. Едва ли не впервые оно читается в конце XIV века в тексте Воскресенской летописи под 1382 годом: «Нѣкто гражанинъ именем Адам москвитинъ бѣ суконникъ». В отличие от летописного слова москвичи, которое выражало понятие группы, объединённого множества, наименование москвитин бытовала в основном в сфере деловых документов, отражающих бытовую сторону жизни. Так в акте 1672 года: «В роспросе он сказал: родиною де он москвитин, посадского отца сын, а с Москвы бежал он». Грамматика Мелетия Смотрицкого, изданная в Москве в 1648 году, указывает только наименование москвитин: «Отечественного вида имя есть, еже от отечества происходит, яко… москви́тин от Мо́сквы». Один из первых русских словарей — «Лексикон треязычный» Фёдора Поликарпова 1704 года зафиксировал только это наименование. Третье «отечественное» наименование — женского рода (москвитинка?) также могло уже существовать (по аналогии с другими близкими по форме названиями), однако она не обнаружена в старопечатных источниках.
Привычная к настоящему времени форма единственного числа мужского рода москвич появилась в народной речи и на несколько веков позднее формы множественного числа москвичи. Эпизодически это наименование встречается с середины XVII века. Так, в писцовых книгах Казани читается: «Квасных и банных откупщиков Гришка Максимова да Митрофанка Еуфимьева сына Москвича кадышевца» (из Кадышевской слободы Москвы). Наименование москвич присутствует в «Российской грамматике» Михаила Ломоносова: «Многие места имен отечественных [так Ломоносов вслед за Мелетием Смотрицким обозначал названия жителей] не имеют… Иные в отечественных избыточествуют: Москвичи — москвитин и москвич, Кострома — костромитин и костромич». Произошла ожидаемая суффиксальная унификация основ единственного и множественного числа, что имело причиной падение старой формы родительного-винительного падежа множественного числа (москвичь, тверичь и др., например: «И придоша татарове и начаша стрелять москвичь, а москвичи начаша в них стреляти» — Софийская первая летопись, под 1484 годом), что открыло путь к формированию слов мужеского рода единственного числа (москвич, тверич и др.). К концу XVIII века слово москвич закрепляется, что прямо указывает «Практическая русская грамматика» Иоганна Северина Фатера (Leipzig, 1814): «Многие места имеют несколько названий их жителей, например, Москва: москвитянин, московец и более употребительное москвич». Наименование москвитин в этому времени вышла из живого употребления обихода. Женская форма москвичка сформировалась ещё в более позднее время, во второй половине XX века и вытеснила наименование москвитянка.
Книжное наименование москви́тянин (позднее произношение изменилось: москвитя́нин) вошло в употребление к середине XVIII века. Так, поэт и драматург Александр Сумароков писал о своём современнике: «Г-н Ломоносов родом не москвитянин» (статья "О правописании). О смене наименований в литературном языке свидетельствуют также словари: словарь Фёдора Поликарпова (1704) приводит только наименование москвитин, имевшее ещё достаточную употребительность в первой половине XVIII века; словарь Ивана Гейма (1802) — только москвитянин, москвитянка. Пик употребительности гнезда слов москвитяне, москвитянин, москвитянка пришёлся на первую половину XIX века, его применяли А. Марлинский, Александр Грибоедов, Михаил Лермонтов и др. По причине отсутствия до середины XX века наименования москвичка использовалось слово москвитянка: «А покупатели? Москвич, приехавший в коляске… и москвитянка, которая обойдет несколько лавок с целью, где бы повыгоднее купить пять аршин лент…» (Иван Кокорев, «Московские рынки»). С середины XIX века суффикс -итянин начал переходить в разряд пассивных словообразовательных средств. Так, Александр Пушкин употреблял только наименования москвичи и москвич. К настоящему времени названия жителей с суффиксом -итянин воспринимаются в качестве устарелых.
В XIX веке появилось название московцы, московец, московка. В бытовой речи они, предположительно, возникло раньше. Наименование даёт «Российская грамматика», составленная Академией наук (1802): «Некоторые из помянутых отечественных имен в окончаниях своих изобилуют, каковы суть… москвитянин, москвич и московец». Бытование в более ранний период в устной речи формы женского рода московка фиксируется деловой записью 1635 года: «Того же дни [приехали] устюжанин Елесей Онисимов, московка Устинья Ондреева дочь». Разговорное московец, московцы образовано от прилагательного московский по самой активной в образовании названий жителей модели (с суффиксом -ец). . Это название не выдержало конкуренции с устоявшимися в языке формами на -ич и к настоящему времени воспринимается как полностью незнакомое. Московка, по причине отсутствия конкуренции нередко встречается в литературе XIX века, его употребляли Виссарион Белинский, Дмитрий Калинин, А. Марлинский («Вечер на Кавказских водах», 1824), Михаил Загоскин («Столичные жители в провинции») и др. Поздний пример: «— Да и какая же настоящая московка откажется от чаю?» (Пётр Боборыкин, «На ущербе»).
К названиям жителей города могли относится также слова москали́, моска́ль, моска́лька. В старой России москалями с оттенком пренебрежения называли русских людей вообще жители южных областей, поляки и украинцы. Однако известны и русские источники, употребляющие эти слова применительно к Москве и москвичам: «— Что за товар? — спрашивал одоевец у москвича. Москаль догадался, что птица налетела заезжая» (Иван Сахаров, «Сказания русского народа», т. 1, 1841); «— Из москалей? — все более сторонясь, спросил старик. — Нет, волгарь. С Волги» (Фёдор Панферов, «Борьба за мир»). Старое слово московиты соотносится не с Москвой, а со всей Московией.